# Presó

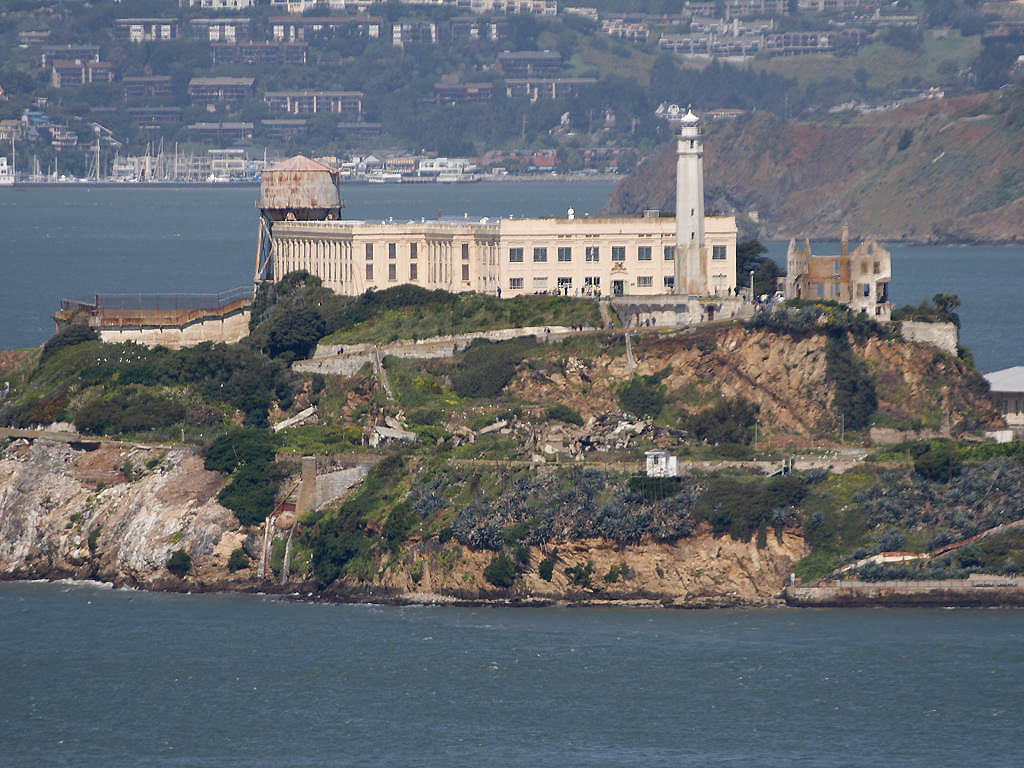
Presó d'Alcatraz, una presó antiga de l'Agència Federal de Presons.

Una presó és un edifici o conjunt d'edificis on es confina gent que ha estat privada de llibertat per no haver respectat certes normes d'una societat (a la majoria de països aquestes normes són definides per les lleis).

## Història

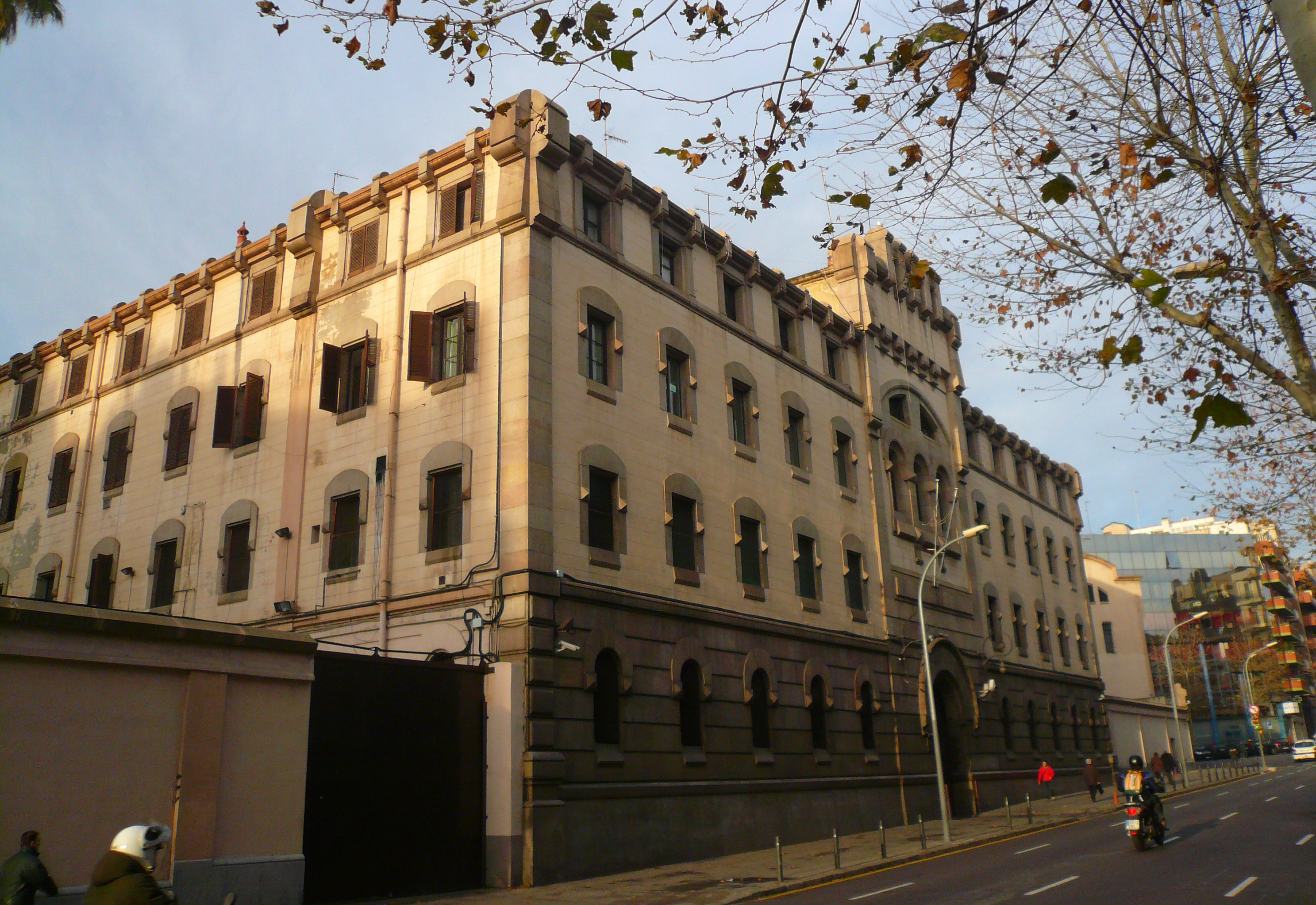
La Model, presó a Barcelona

L'empresonament no ha sigut un càstig en si mateix, sinó més aviat una manera de limitar els criminals fins que el càstig corporal o el capital es va administrar. Hi va haver presons utilitzats per a la detenció a Jerusalem al temps de l'Antic Testament i la Bíblia detalla la detenció de Josep a Egipte. Els cellers de les torres mestres als castells medievals es van utilitzar per mantenir als presoners que no van morir. En altres casos, els deutors van ser llançats amb freqüència a les presons del creditor, fins que pagaven els seus carcellers prou diners a canvi d'un grau limitat de llibertat.

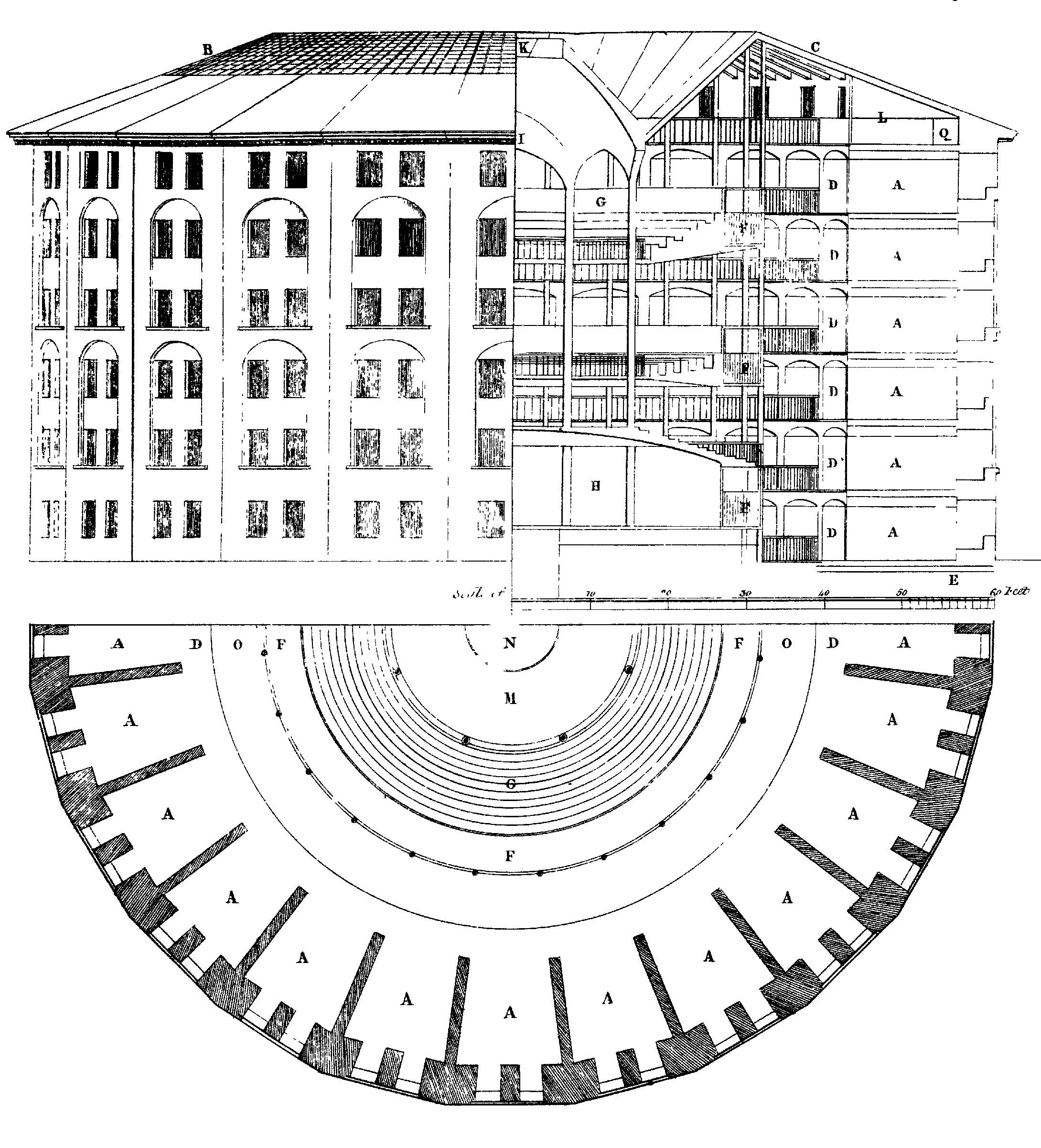
Panòptic de Bentham

Només en el segle xix, a partir de la Gran Bretanya, es va fer les presons com es coneixen avui. El sistema penitenciari modern va néixer a Londres, influït per l'utilitarisme de Jeremy Bentham. Al Panòptic de Bentham es va introduir el principi de l'observació i el control en què es basa el disseny de la presó moderna. La noció de presó com a eina de càstig i no simplement com un estat d'espera fins al judici o penjolls va ser un canvi revolucionari. A poc a poc, es va afegir la noció de centre de rehabilitació que permeti la resocialització.
El Regne Unit practica el transport penal dels condemnats a la colònia penal en les colònies britàniques a Amèrica, a partir de la dècada de 1610, a través de la Revolució Americana a la dècada de 1770 i a les colònies penals d'Austràlia entre 1788 i 1868. França va enviar als criminals de les regions tropicals a les presons com Louisiana al segle xviii. En les presons a la Guaiana Francesa en funcionament fins al 1951 (en particular, la infame Île du Diable (l'Illa del Diable)). El sistema Katorga es va establir al segle xvii al tsarisme de Rússia en regions poc poblades de Sibèria i l'Extrem Orient rus, on hi havia poques ciutats o fonts d'aliments. Des d'aquells temps, Sibèria va obtenir la seva connotació temorosa del càstig.

## Objectius
Els objectius de les presons varien segons les èpoques i sobretot les societats. En general es tracta de:
- Protegir la societat d'individus que hom considera perillosos.
- Desencoratjar o dissuadir la gent de cometre actes prohibits per la llei.
- Reeducar el detingut de manera que pugui reinserir-se.
- Silenciar els adversaris polítics. Aquest objectiu és especialment important a les dictadures, però les democràcies també l'empren i l'han emprat.
- Impedir la fugida de detinguts (que n'impossibilitaria el futur procés judicial).

## Població presa al món

Mapa mundial que indica el nombre de presos per cada 100.000 ciutadans.

Més de nou milions de persones estan en presons arreu del món. La població presa s'ha incrementat notablement des de començaments dels anys 90. A partir de 2006, s'estima que almenys 9.250.000 de persones estan actualment empresonats a tot el món. És probable que aquest nombre és molt superior, tenint en compte la tendència general de subregistre i la manca de dades de diversos països, especialment els règims autoritaris.
Per països, els Estats Units tenen la població reclusa més gran del món, amb més de 2 milions de presos, el 70% dels quals per raons relacionades amb l'anomenada "guerra contra les drogues", que penalitza el consum personal, la possessió i la comercialització d'aquests substàncies. Tant la Xina com Rússia tenen també més d'un milió de persones a la presó.
A Catalunya, el 2014 hi havia 9.818 interns, dels quals un 55,68% eren espanyols i un 44,32% estrangers. Per sexes, un 93,44% eren homes i un 6,56%, dones

## Règims penitenciaris
Un Règim penitenciari refereix les normes que regulen la vida a les presons i busquen aconseguir una bóna convivència entre els presos. Hi ha tres tipus d'aquests règims prenitenciaris, els quals corresponen a cadascun dels graus de classificació.
- Règim ordinari: S'aplica als penats classificats al segon grau, als penats sense classificar i als detinguts i presos.
- Règim obert: S'aplica a les persones penades, classificades al tercer grau, que poden continuar el seu tractament rehabilitacional en un entorn social menys restrictiu.
- Règim tancat: S'aplica als penats classificats en primer grau, bé per la seva perillositat extrema o per manifesta inaptació als règims ordinari i obert, i als preventius, als quals succeeixen idèntiques circumstàncies.

## Documents
Al llarg de la història hi ha diversos casos relacionats amb presons i estances similars. Vegeu una mostra aleatòria, necessàriament incompleta, ordenada cronològicament a continuació.

### El profeta Daniel
Daniel fou tancat en el recinte dels lleons. Aquest recinte és anomenat «llac» o «ou». El que queda clar és que, segons la narració, la porta del recinte fou bloquejada amb una pedra i precintada amb el segell de Darios.

### Jaume I el Conqueridor
S'ha estudiat la reclusió del príncep Jaume al castell de Montsó.

### Fra Luís de León
Presoner durant cinc anys de la presó de la Inquisición de Valladolid.

### Giacomo Casanova
- Presó dels Ploms a Venècia.[9]
  - Descripció de la presó.[10]
- Presó de Barcelona.[11]

### 1809. Joan Gallifa i Arqués
Presó de la Ciutadella.

### 1808. Illa de Cabrera. Camp de presoners durant les guerres napoleòniques
Al segle xix, durant les guerres napoleòniques, l'illa va ser feta servir com a camp de reclusió per a presoners francesos capturats en la batalla de Bailén. Tot i que n'hi entraren entre 6 o 9 mil, només 3.600 presoners retornaren a França.

### 1818. Vaixell presó al Regne Unit

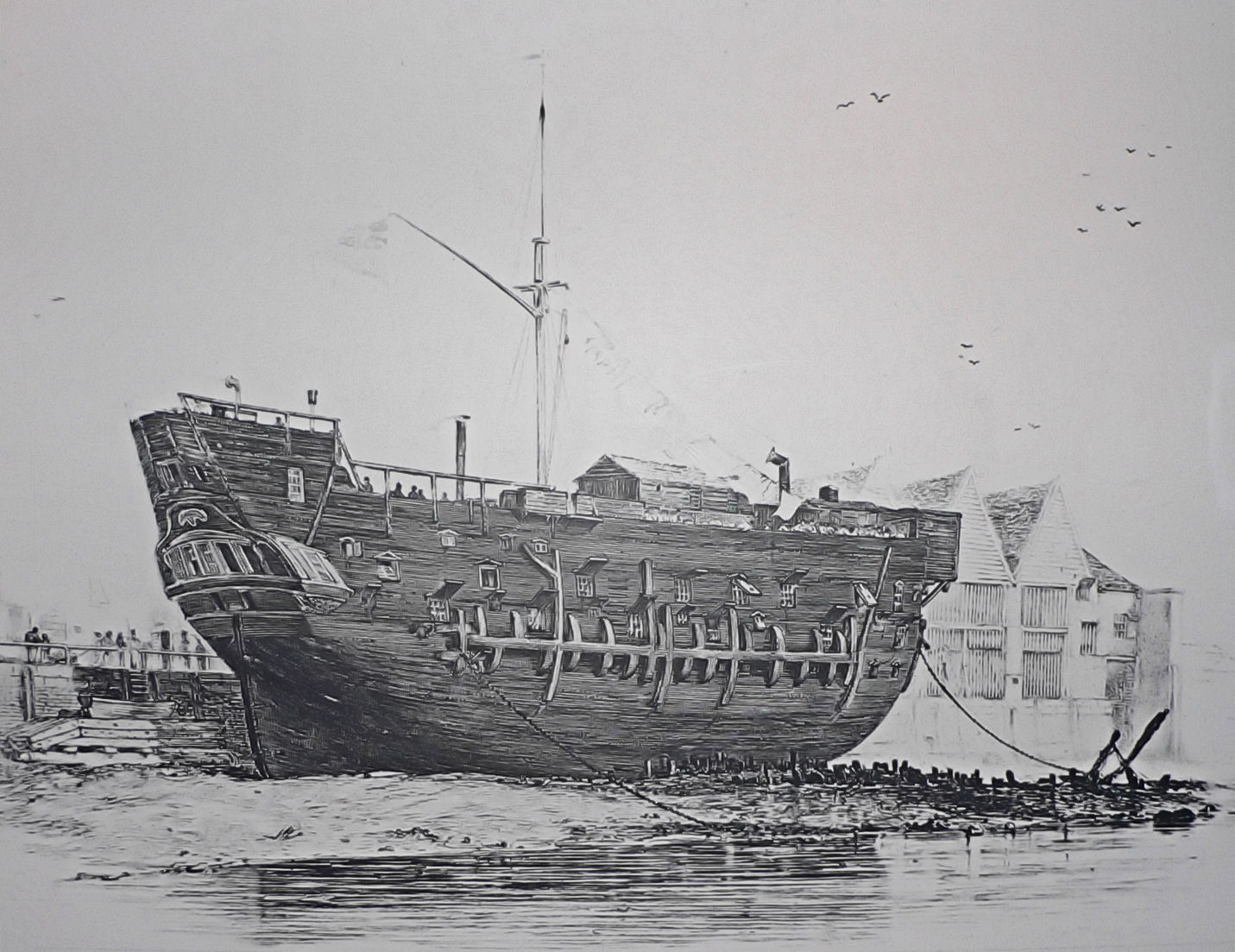
Vaixell-presó HMS Discovery embarrancat a Deptford.

### 1851. La Bastilla.
L'any indicat correspon a la publicació d'una història de la Bastilla.
- La llista de persones empresonades a la Bastilla és molt llarga.
- La presó tradicional no era pas per a castigar. Més aviat per a prevenir.

| «                                         | ... La Bastille était une prison d'État. Le gouvernement n'y enfermait pas pour punir, mais par mesure de prudence, par précaution ...Les prisonniers de la Bastille se divisent pour l'historien en deux classes bien distinctes les uns, vrais prisonniers d'État, vrais prisonniers de Bastille , y étaient entrés en vertu d'un ordre du roi , et y attendaient un autre ordre du roi pour en sortir. Ces prisonniers ont été de beaucoup les plus nombreux... | » |
| — La vie à la Bastille: étude historique. | |   |

### 1867. Torre de Londres
L'any indicat és el de l'edició d'una obra sobre la Torre de Londres, també com a presó.
- La llista de persones empresonades a la Torre és notablement llarga. Una mostra a continuació:
  - Thomas More.[18]
  - Anna Bolena.[19]
  - Elisabeth I. Fou dos mesos presonera.[20]

### 1888. Torre de Pilats. Presó de Tarragona
| «                                                      | En la antigua torre de Pilatos destinada á cárcel, tiene su calabozo situado en la parte mas alta del edificio; la prisión de Aldomar es desahogada pues el calabozo es grande relativamente, para lo que suelen ser los cuartos de procesados de cierta importancia en la carceles ds antiguo sistema como es la de Tarragona, con la ventaja de que el cuarto de Aldomar tiene una gran ventana que dá á los muros de la vetusta torre. Un catre de madera, con jergón y colchón de lana, una mesa de pino y una silla, componen el mobiliario del calabozo: sobre la mesa tiene siempre varios libros, pues es muy aficionado á la lectura, la mayor parte religiosos , y de los que más elocuentemente hablan al espíritu , como Las Confesiones de San Agustin, lectura que alterna con obras más alegres, principalmente con la novela, que entretiene mucho al preso, y con los periódicos de la localidad que con frecuencia pide. | » |
| — Procesos célebres: crónicas de tribunales españoles. | |   |

### 1940. Lluís Companys i Jover
Presó del castell de Montjuic.